# Simon Carrington

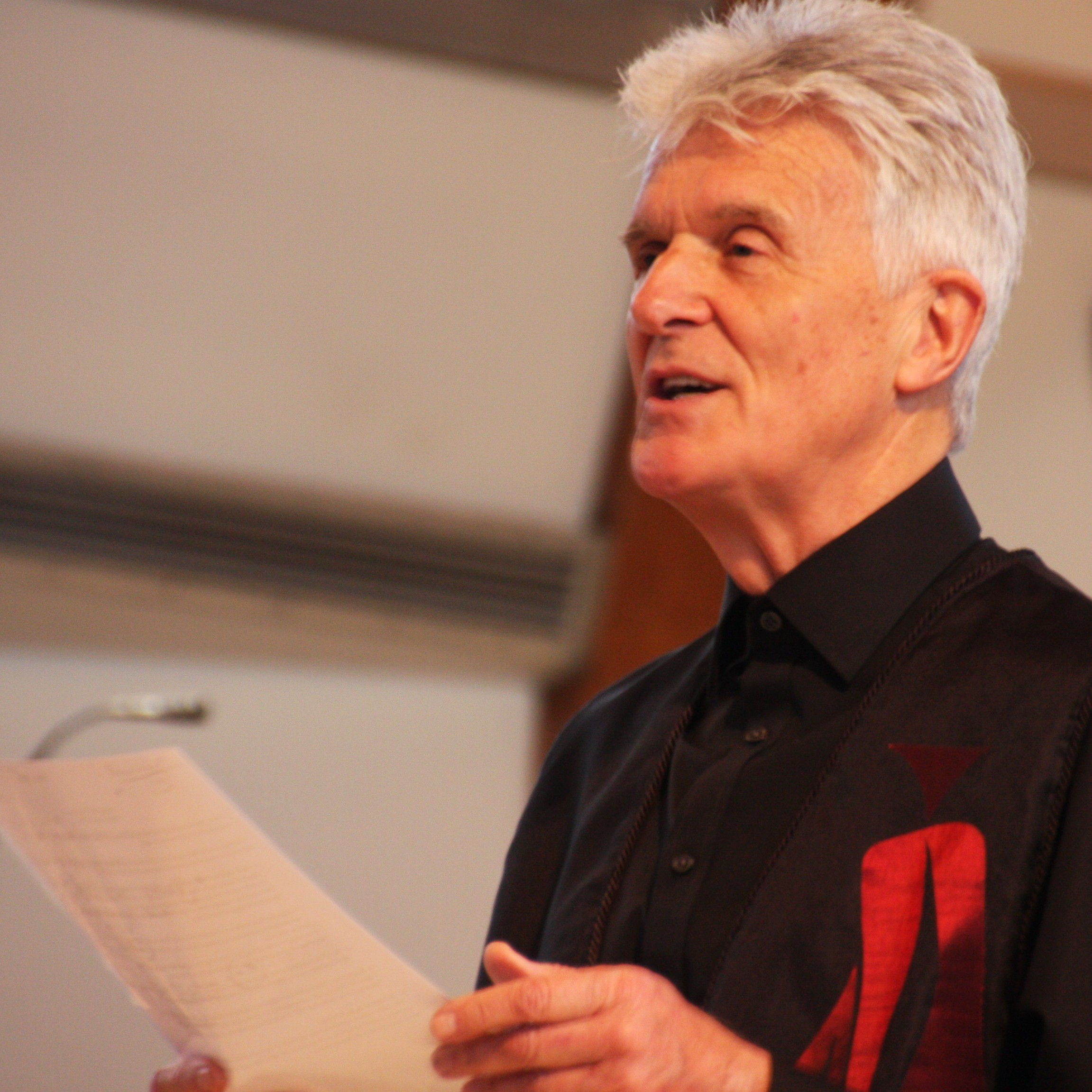
Simon Carrington

Simon Carrington (Wiltshire, 1942) is een Brits musicus, bariton, contrabassist, musicoloog en dirigent. Hij was een van de oprichters van The King's Singers en was tussen 2003 en 2009 hoogleraar koordirectie aan de Yale-universiteit en dirigent van Yale Schola Cantorum aldaar.
Carrington begon zijn muzikale en academische vorming als chorister bij de Christ Church Cathedral School in Oxford en studeerde vervolgens aan The King's School in Canterbury waar hij een van de zangers was in het kathedrale koor. In 1961 vervolgde hij zijn studie aan het King's College van de Universiteit van Cambridge waar hij lid was van het King's College Choir en waar hij in 1965 een mastergraad behaalde in zowel musicologie als Engelse letterkunde. Een lesbevoegdheid behaalde hij vervolgens aan het New College in Oxford.
Simon Carrington was een van de oprichters van The King's Singers, een a capellagroep die, met muziek die de hele periode van de renaissance tot de popmuziek beslaat, verschillende onderscheidingen in de wacht sleepte. Daarnaast trad hij veel op als solist (bariton) en was hij gedurende tien jaar de vaste contrabassist van het Montiverdi Orchestra onder dirigent John Eliot Gardiner.
In 1994 verhuisde hij naar de Verenigde Staten, waar hij aanvankelijk doceerde aan de Universiteit van Kansas alvorens te worden benoemd tot hoogleraar aan Yale. Sinds zijn emeritaat in 2009 woont Carrington afwisselend in Londen en Zuid-Frankrijk, terwijl hij nog steeds over de hele wereld masterclasses en workshops geeft.
- Bibsys: 9042006
- Bibliothèque nationale de France: cb13929715p (data)
- Gemeinsame Normdatei: 13946283X
- International Standard Name Identifier: 0000 0001 1959 5196
- Library of Congress Control Number: no2003111655
- MusicBrainz: 91865b68-a180-433b-a96a-72274c7f6600
- Nationale Bibliotheek van Israël: 987007345642105171
- Système universitaire de documentation: 157703274
- Virtual International Authority File: 3367149198329774940002